# Schlacht bei Minden
Geldern – Hastenbeck – Rheinberg – Krefeld – Sandershausen – Mehr – Lutterberg – Bergen – Minden – Gohfeld – Fulda – Korbach – Emsdorf – Warburg – Rhadern – Kloster Kampen – Langensalza – Saalfeld – Vellinghausen – Arnsberg – Wilhelmsthal – Lutterberg – Brücker Mühle
Die Schlacht bei Minden vom 1. August 1759 war eine militärische Auseinandersetzung während des Siebenjährigen Krieges (1756–1763) vor den Toren der Festung Minden in der preußischen Verwaltungseinheit Minden-Ravensberg, die von 1719 bis 1807 bestand. Dabei trafen die Truppen einer Koalition aus Großbritannien, Preußen, Braunschweig-Lüneburg (Kurhannover) und Hessen-Kassel unter dem Befehl des Herzogs Ferdinand von Braunschweig-Wolfenbüttel auf ein französisch-sächsisches Heer unter dem Maréchal de France de Contades. Die Schlacht endete nach wenigen Stunden mit einem entscheidenden Sieg der alliierten Verbände und dem Rückzug der französischen Armeen. Damit verhinderte der Herzog von Braunschweig die Eroberung des Kurfürstentums Hannover durch die Franzosen und trug so maßgeblich zum für Großbritannien erfolgreichen Ausgang des Krieges bei.

## Vorgeschichte
Der Frieden von Aachen vom 18. Oktober 1748 setzte dem mehr als achtjährigen Österreichischen Erbfolgekrieg (1740–1748) ein Ende. Er beendete die Kampfhandlungen zwischen Großbritannien und Frankreich in den nordamerikanischen und indischen Kolonien. Die in Europa umstrittene und vormalig habsburgische Provinz Schlesien wurde Preußen zugesprochen. Doch die grundsätzlichen Gegensätze blieben weiterhin bestehen, und die Lage spitzte sich ab dem Jahre 1755 wieder zu. Im Tal des Ohio River gerieten Großbritannien und Frankreich erneut aneinander, und auf Betreiben des österreichischen Staatskanzlers Graf Kaunitz (1711–1794) schlossen sich die Habsburgermonarchie (Österreich) mit ihrem römisch-deutschen Kaiser, Frankreich und Russland gegen Preußen zusammen.
Im Mai 1756 brach der Krieg zwischen Frankreich und Großbritannien aus, dem im August 1756 der Ausbruch des mitteleuropäischen Krieges durch den preußischen Einmarsch in Kursachsen folgte. Seit der Konvention von Westminster (16. Januar 1756) waren Großbritannien und Preußen Verbündete. Dieser Vertrag sah vor, dass der Inselstaat das wirtschaftlich schwache Preußen mit Subsidien unterstützte, während dieses im Gegenzug den militärischen Schutz des Kurfürstentums Hannover garantierte. Hannover war das Stammland des britischen Königs Georg II. (1683–1760), der in Personalunion auch Kurfürst von Hannover war. Es war vor allem dieser Umstand, der Preußen in einen Krieg gegen Frankreich verwickelte. Die französische Strategie für den Krieg gegen Großbritannien war nämlich, das Kurfürstentum zu besetzen und als Faustpfand später bei Friedensverhandlungen gegen koloniale Erwerbungen eintauschen zu können.

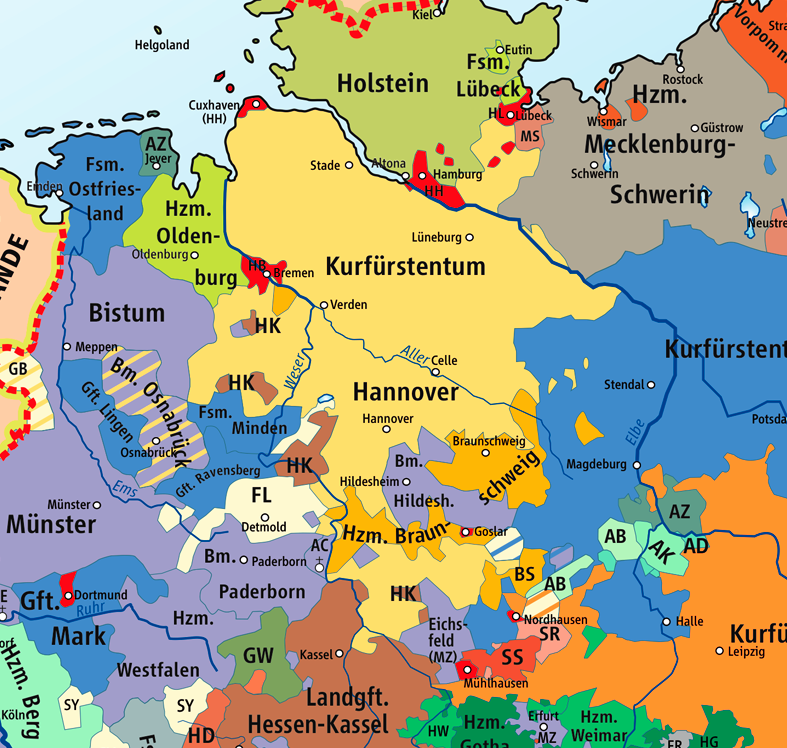
Der westdeutsche Kriegsschauplatz während des Siebenjährigen Krieges

Zum Schutz seiner westdeutschen Besitzungen und Hannovers stellten Preußen und seine Verbündeten aus dem Kurfürstentum Hannover, der Landgrafschaft Hessen-Kassel, dem Fürstentum Braunschweig-Wolfenbüttel und kleineren Fürstentümern eine Observationsarmee unter dem Oberbefehlshaber Duke of Cumberland (1721–1765), dem Sohn des britischen Königs, auf. Diese wurde jedoch in der Schlacht bei Hastenbeck (26. Juli 1757) von den französischen Truppen geschlagen. Der Duke of Cumberland schloss daraufhin am 10. September die Konvention von Kloster Zeven, und die Franzosen besetzten das gesamte Kurfürstentum Hannover.
Die Konvention wurde jedoch von der britischen Regierung nicht anerkannt. Auf persönlichen Wunsch des britischen Königs wurde der preußische General Herzog Ferdinand von Braunschweig-Wolfenbüttel (1721–1792) mit dem Oberbefehl über die alliierten Truppen betraut. Dieser griff noch im Winter 1757/58 die französischen Truppen in ihren Winterquartieren an und warf sie bis an den Rhein zurück. Im Frühjahr 1758 überquerte er selbst den Strom und schlug die Franzosen in der Schlacht bei Krefeld (23. Juni 1758). Zwar musste er im weiteren Verlauf des Feldzuges zurückweichen, doch nach dem Eintreffen von etwa 10.000 britischen Soldaten gelang es ihm, sich zu halten. Die französischen Truppen unter dem Maréchal Marquis de Contades (1704–1793) bezogen Winterquartiere am Rhein und vor allem am Main um die Festung Frankfurt herum.
Für das Jahr 1759 plante Maréchal de Contades, verstärkt durch Truppen des Kurfürstentums Sachsen, wieder die Initiative zu ergreifen, um das Kurfürstentum Hannover erneut zu besetzen.

## Operationen im Feldzug 1759

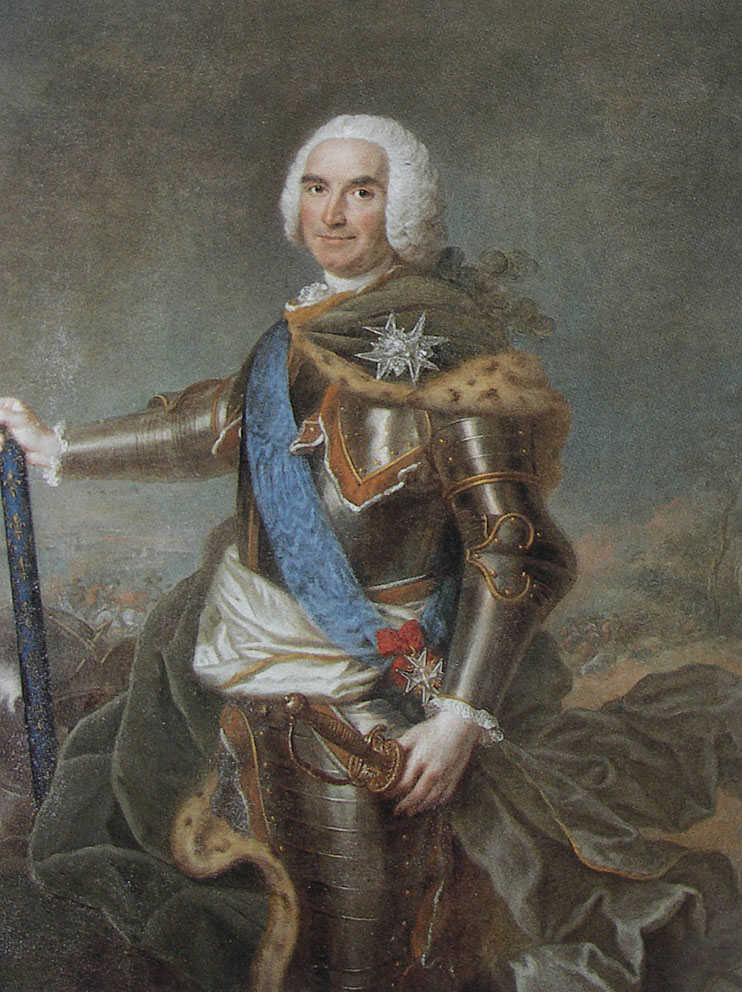
Marquis de Contades (1704–1793); unbekannter Maler

Im Frühjahr 1759 versuchten beide Seiten, ihre Truppen aufzufrischen. Die alliierten Streitkräfte zählten bis Mitte März insgesamt wieder 72.000 Mann, die von Münster und Lippstadt aus operieren konnten. Ihnen gegenüber standen die französische Rhein-Armee unter dem Marquis de Contades mit 66.000 Mann und die Main-Armee unter dem Duc de Broglie (1718–1804) mit 31.000 Mann. Herzog Ferdinand von Braunschweig entschloss sich, frühzeitig die Initiative zu ergreifen, um einer französischen Offensive zuvorzukommen. Am 23. März 1759 leitete er einen Angriff gegen die Main-Armee des Duc de Broglie ein. Doch in der Schlacht bei Bergen erlitt er am 13. April 1759 eine Niederlage und musste sich zurückziehen.
Der Marquis de Contades ging daran, diesen Erfolg auszunutzen, und begann nun, seinerseits die Alliierten zurückzudrängen. Er ging Anfang Mai 1759 bei Wesel über den Rhein, während die alliierte Armee in der Linie Hamm, Haltern, Dülmen und Coesfeld in Stellung ging. Maréchal de Contades umging diese Stellung jedoch, indem er zur Armee des Duc de Broglie stieß und vom Main aus nach Hessen vorging. Schon bald stand die Armee de Contades’ vor Korbach (10. Juni) und diejenige de Broglies vor Kassel. Über Stadtberge rückten die Franzosen weiter in Richtung Bielefeld vor, während ein weiteres französisches Korps unter dem Marquis d’Armentières (1711–1774) Münster belagerte und eroberte. Der Herzog von Braunschweig musste sich vor ihrer zahlenmäßig überlegenen Macht zurückziehen und sammelte seine Verbände am 8. Juli bei Osnabrück. Unterdessen näherte sich die französische Main-Armee der preußischen Festung Minden an der Weser. Der Bruder des Befehlshabers dieser Armee, der Comte de Broglie, führte mit 1.500 Infanteristen und 1.200 Kavalleristen einen Handstreich auf die Festung aus, die er dank des Verrats eines ortsansässigen Bauern am 10. Juli 1759 einnehmen und plündern konnte.

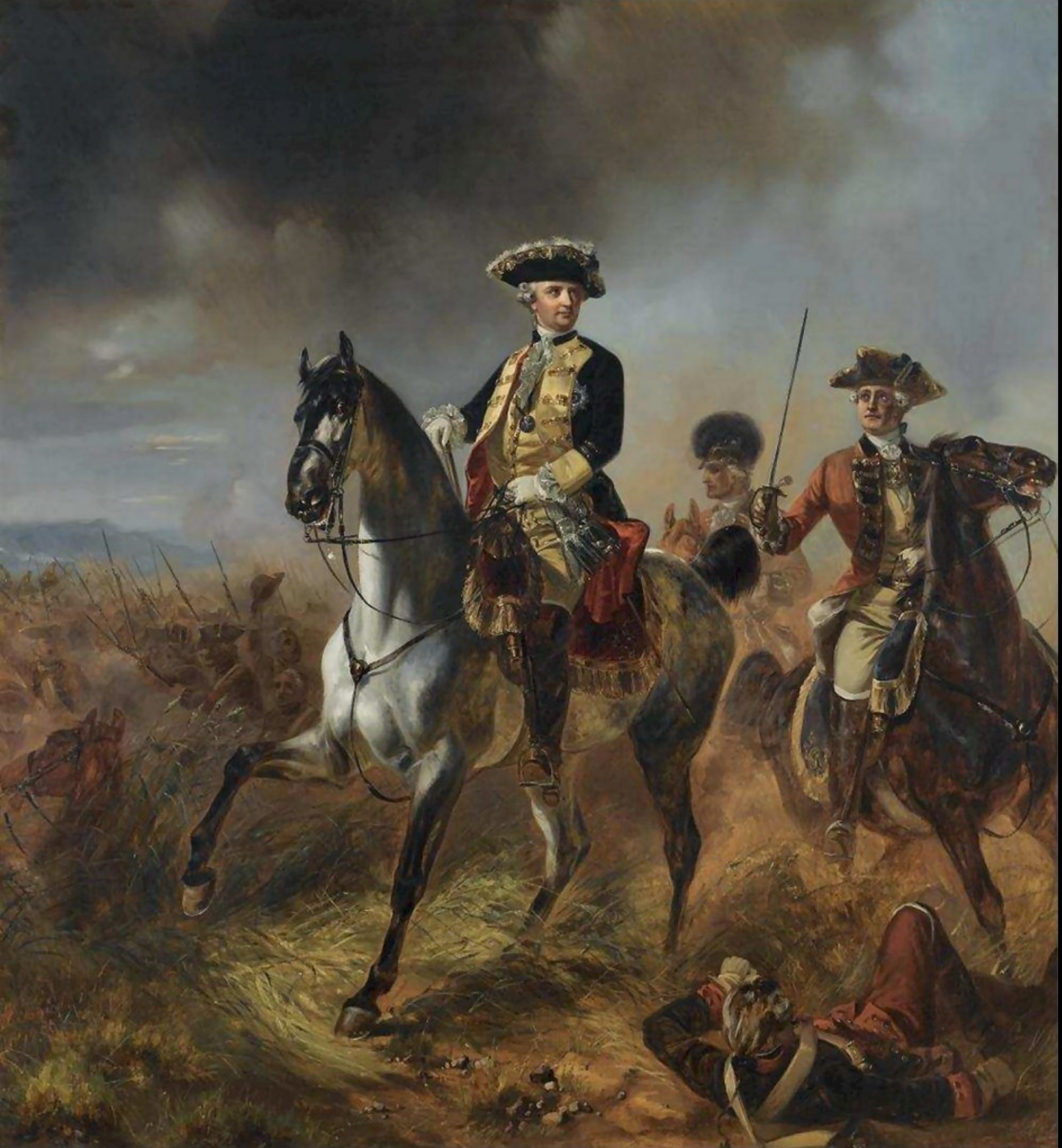
Herzog Ferdinand von Braunschweig (1721–1792) in der Schlacht bei Minden; Gemälde von Hermann Tunica

Nach der Einnahme Mindens standen die französischen Armeen vor der Grenze Hannovers. Sie hatten die alliierten Truppen zurückgedrängt und deren Magazine in Münster und Lippstadt erbeutet. Der Marquis de Contades entschied nun, vorerst bei Minden stehenzubleiben und die Festung zu seiner Operationsbasis für die nächste Offensive gegen Hannover auszubauen. Er positionierte seine Hauptarmee südwestlich von Minden hinter der Bastau und de Broglies Armee auf dem rechten Ufer der Weser. Der Herzog Ferdinand von Braunschweig zeigte inzwischen Anzeichen einer Depression und musste von König Friedrich II. von Preußen (1712–1786) und seinem Privatsekretär und heimlichen Generalstabschef Philipp von Westphalen (1724–1792) dazu gedrängt werden, zum Gegenangriff überzugehen. Tatsächlich versuchte er ab Mitte Juli, den Marquis de Contades aus seiner Stellung zu locken und zur Schlacht zu stellen, bevor dieser weitere Verstärkungen an sich ziehen konnte.
Nachdem sich Ende Juli einige kleinere Gefechte ereignet hatten und der Herzog von Braunschweig bereits das Korps des Generals Georg August von Wangenheim (1706–1780) als „Köder“ bis Todtenhausen vorgeschoben hatte, reagierte der Marquis de Contades noch immer nicht. Wangenheim verschanzte sich in seiner Stellung und wartete ab. Der alliierte Oberbefehlshaber entsandte deshalb ein Korps unter dem Kommando des Erbprinzen Karl Wilhelm Ferdinand (1735–1806) mit 10.000 Mann gegen die rückwärtigen französischen Linien. Als diese Truppen Außenposten der französischen Armeen am 28. Juli bei Lübbecke überfielen, musste de Contades schließlich etwas unternehmen. Er entsandte den Duc de Brissac (1698–1780), um den Erbprinzen zu beschäftigen, bis die Verstärkungen herangekommen waren. Dennoch war er sich bewusst, dass es durch diese Bedrohung seiner Nachschublinien doch nötig werden konnte, schon früher gegen die alliierte Armee vorzugehen.
Im Süden wurde das Schlachtfeld durch das steil abfallende und durch zwei Straßen zu überschreitende Wiehengebirge und die Bastau begrenzt, die parallel dazu fließt und bei Minden in die Weser mündet. Sie konnte damals nur auf Brücken überschritten werden, aber am nördlichen Ufer zog sich das Große Torfmoor fast bis zur Stadtgrenze, sodass dort nur wenig fester Boden zu finden war. Nördlich des Moores dehnte sich eine Ebene aus, die zur Weser hin nach Osten abfiel. Dort überhöhte der rechte Talrand des Flusses den linken. Die Fläche wurde durch die Dörfer Todtenhausen, Kutenhausen, Stemmer und Holzhausen in zwei Teile geteilt. Der südliche war durch zahlreiche Gräben und Hecken eher unübersichtlich, doch zum Moor hin wurde er bei Hartum und Hahlen offener. Im Norden war die Ösper ein weiteres natürliches Hindernis, wenngleich ein zur Bastau wesentlich leichter zu überschreitendes. Herzog Ferdinand von Braunschweig kannte das Gelände recht gut, denn erst im Vorjahr hatte er das französisch besetzte Minden belagert und am 14. März 1758 eingenommen.

## Verlauf der Schlacht

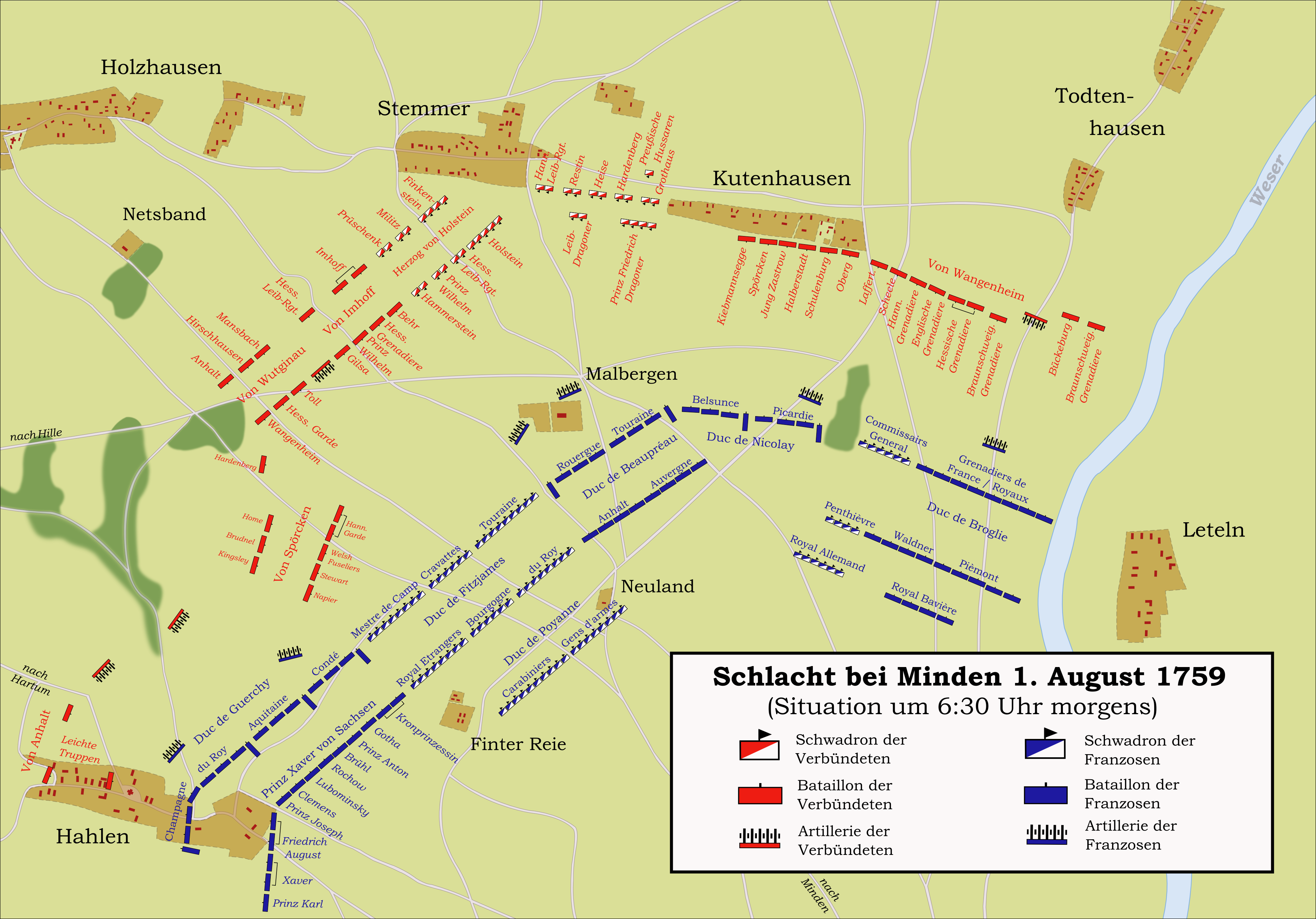
Übersicht über das Schlachtfeld und den Aufmarsch gegen halb sieben Uhr morgens

Beim Herzog Ferdinand von Braunschweig entstand im Laufe des 31. Juli der Eindruck, dass der Gegner sich bereit machte, um abzumarschieren, entweder zum Angriff oder zu einem anderen Manöver. Um darauf vorbereitet zu sein, gab er Befehl, dass Kavallerie und Artillerie um ein Uhr nachts bereit zum Abmarsch zu sein hätten. Die Infanterie sollte hingegen erst auf besonderen Befehl aufbrechen. Der Herzog glaubte, dass der Gegner wohl zunächst das Korps Wangenheim, das vor Todtenhausen stand, angreifen würde. Für diesen Fall plante er, dem französischen Heer aus der Linie Hahlen-Stemmer in die Flanke zu fallen. Gleichzeitig sollte der Erbprinz Karl Wilhelm Ferdinand von Braunschweig mit seinem Detachement die französische Truppe unter dem Duc de Brissac angreifen und die Brücke bei Gohfeld einnehmen, um so die französische Armee von Paderborn abzuschneiden.
Nachdem er erfahren hatte, dass das Detachement de Brissacs am 31. Juli bei Bünde auf das Korps des Erbprinzen gestoßen war, berief Maréchal de Contades am Abend dieses Tages um 18 Uhr einen Kriegsrat ein, in dem er seinen Offizieren mitteilte, dass er beabsichtigte, den Gegner am nächsten Tag überraschend anzugreifen. Die Armee sollte sich ab 22 Uhr zum Abmarsch bereit machen und in der Nacht über die Bastau gehen, um dann zwischen Hahlen und Malbergen in Stellung zu gehen. Entgegen den taktischen Gepflogenheiten der Zeit sollte die Kavallerie nicht an den Flügeln, sondern in der Mitte der Aufstellung stehen, da dort das Gelände für ihren Einsatz günstiger schien. Das Korps Broglie erhielt den Auftrag, die Weser zu überqueren und am Morgen zusammen mit der Division Nicolay das alliierte Korps Wangenheim anzugreifen. Anschließend sollte es gegen die Flanke der alliierten Hauptarmee vorgehen, während diese durch die Hauptarmee in der Front gebunden würde.
Herzog Ferdinand von Braunschweig befehligte insgesamt über 43 Bataillone und 61 Schwadronen mit etwa 40.000 Soldaten und 107 schweren Geschützen. Der Marquis de Contades hingegen konnte auf 82 Bataillone, 85 Schwadronen und 86 Geschütze mit insgesamt 55.000 Mann zurückgreifen.

### Aufmarsch
In der Nacht vom 31. Juli auf den 1. August 1759 bezogen die französischen Truppen ihre zugewiesenen Stellungen. Das Korps Broglie ging in der Dunkelheit über die Weser und zog durch Minden in seine Ausgangsstellung zwischen Malbergen und dem Fluss. Da gleichzeitig ein heftiges Unwetter losbrach, wurden diese Bewegungen von den Alliierten nicht bemerkt. Gegen vier Uhr morgens befanden sich die Truppen des Duc de Broglie in ihren Stellungen. Als die Vorposten des Korps Wangenheim den Aufmarsch bemerkten, gaben sie Alarm, doch zunächst standen nur vier Bataillone zur Verteidigung bereit, und auch die Artillerie war noch nicht eingetroffen. Um fünf Uhr eröffnete Broglies Artillerie das Feuer auf die Stellungen des Korps Wangenheim. Anstatt nun vorzugehen, zögerte der Duc de Broglie, da in seiner linken Flanke die Division Nicolay und die Hauptarmee noch nicht zu seiner Unterstützung bereitstanden. So erhielten die Alliierten genug Zeit, um ihre Verteidigungsstellungen zu beziehen. Später zeigte sich ihre Artillerie überlegen und fügte den französischen Truppen im ersten Treffen erhebliche Verluste zu.
Im Hauptquartier Herzog Ferdinands von Braunschweig in Hille erfuhr man erst um halb vier Uhr durch zwei Überläufer vom Regiment Picardie vom Anmarsch des Feindes. Daraufhin befahl der Herzog den sofortigen Abmarsch der Truppen nach den Anweisungen, die er am Vortag gegeben hatte. Der Prinz von Anhalt, der die Vorposten befehligte, erhielt zu seiner Verstärkung eine englische leichte Batterie und den Auftrag, Hahlen zu besetzen. Dort war gegen fünf Uhr bereits die französische Brigade Champagne eingerückt. Zusammen mit den rechts anschließenden Brigaden du Roy, Condé und Aquitaine, bestehend aus insgesamt 16 Bataillonen, bildete sie das erste Treffen unter Lieutenant général Comte de Guerchy. Hinter ihm marschierte das zweite Treffen aus zwei sächsischen Brigaden, die aus 15 Bataillonen bestanden, unter Prinz Xaver von Sachsen (1730–1806) auf. In den bald beginnenden Kämpfen um Hahlen ging der Ort schnell in Flammen auf.

### Angriff der Division von Spörcken

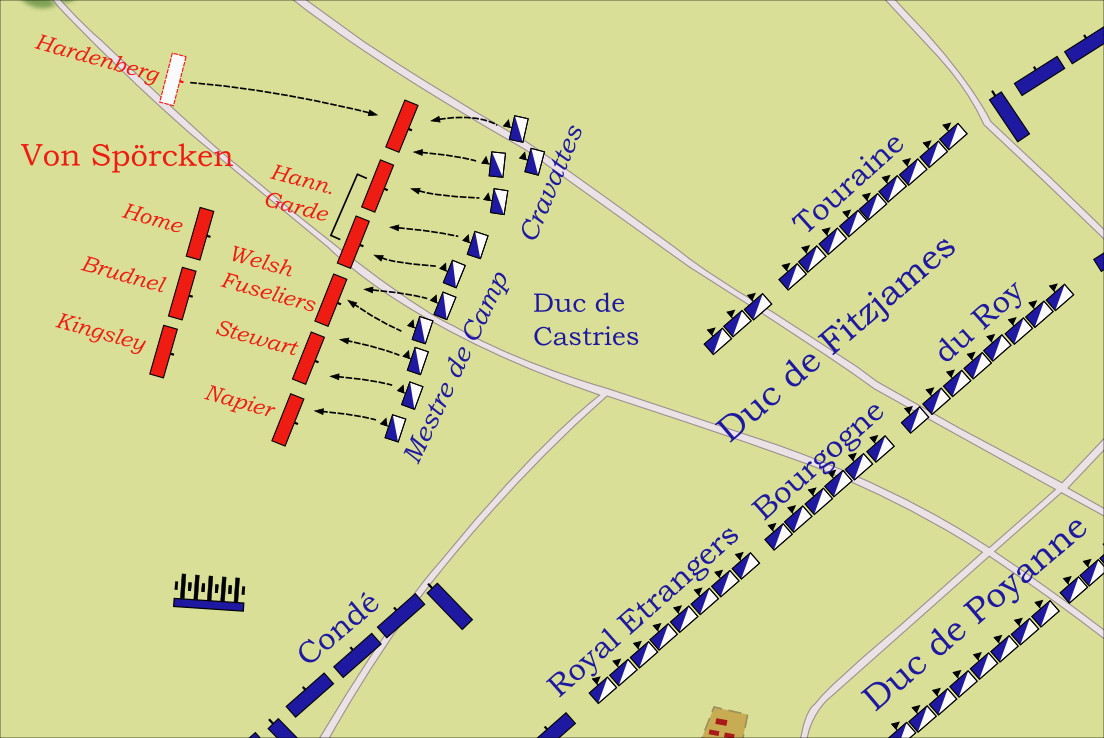
Karte zum Angriff der Division von Spörcken und dem ersten französischen Kavallerie-Angriff

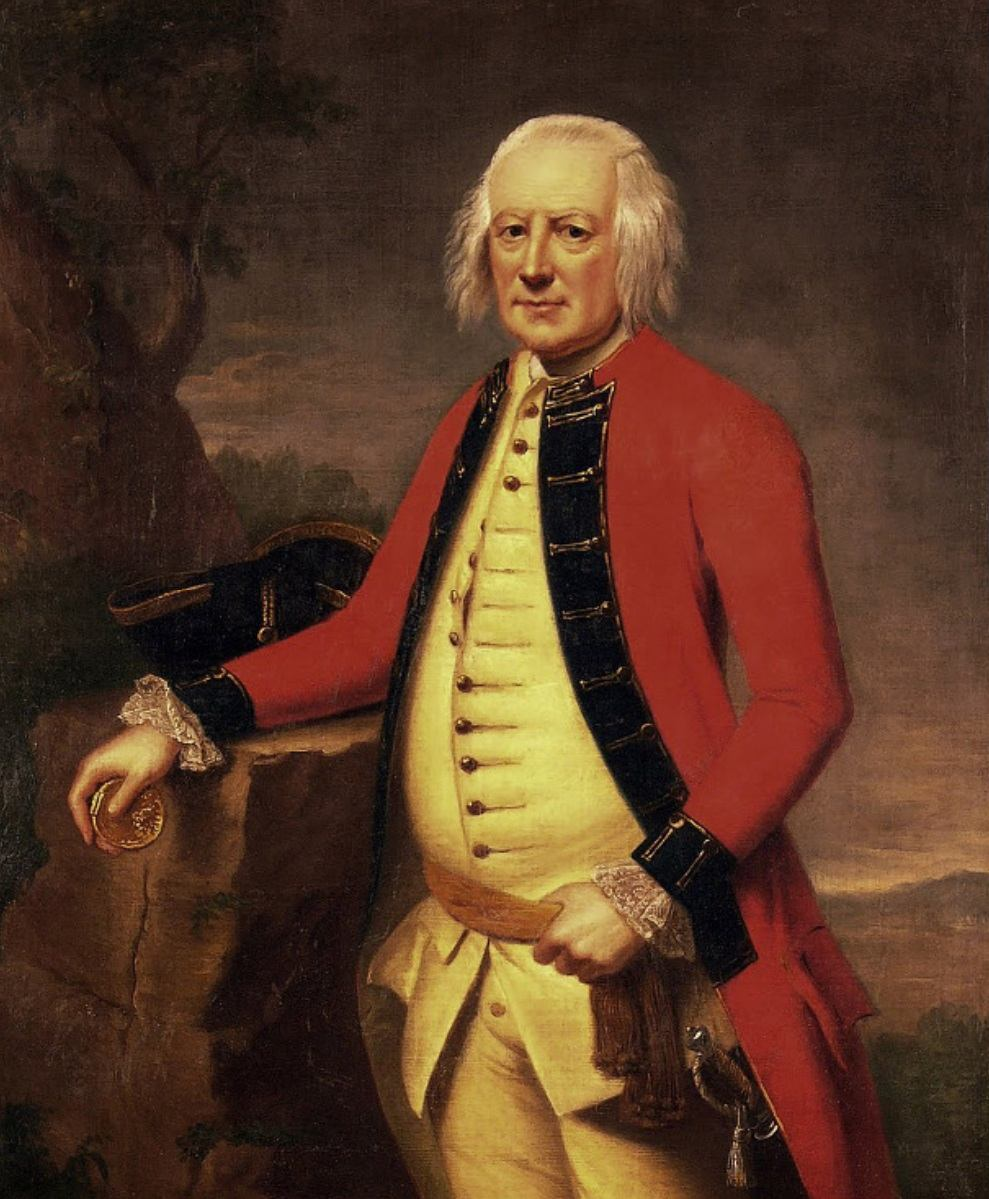
General von Spörcken (1698–1776); Gemälde von Johann Georg Ziesenis d.J.

Als Erstes traf gegen sechs Uhr früh die rechte Flügelkolonne unter General Friedrich von Spörcken (1698–1776) nahe der Mühle ein. Sie bestand aus sechs englischen Bataillonen und den zwei Bataillonen des hannoveranischen Garde-Regiments unter Oberst von Goldacker. Während sich das erste Treffen der Division (Brigade Waldegrave) formierte, traf ein Befehl des Herzogs von Braunschweig ein: „Der Vormarsch soll, wenn es soweit ist, unter Trommelschlägen vorgenommen werden.“ Es ist unklar, ob der Befehl einfach falsch verstanden wurde, denn plötzlich rückte die Brigade vor. Daraufhin ließ der Herzog sie wieder anhalten. Zur gleichen Zeit sammelte sich das zweite Treffen der Division, und die acht Bataillone standen in der Deckung eines Fichtenwaldes. Es ist ungeklärt, ob Herzog Ferdinand nun den Angriffsbefehl erteilte oder wieder Missverständnisse eine Rolle spielten. Jedenfalls begann die Division von Spörcken erneut ihren Vormarsch gegen das französische Zentrum, obwohl die übrigen alliierten Truppen ihren Aufmarsch, ebenso wie die Franzosen, noch nicht beendet hatten. Diesem Vorgehen schloss sich von der Nachbarkolonne noch das Bataillon Hardenberg an, sodass nun insgesamt neun Bataillone zum Angriff antraten.
Die in Linie vorgehenden Truppen hatten sechs Bataillone im ersten und drei im zweiten Treffen. Die Regimentsstücke kamen durch den Wald nicht so schnell nach und blieben zurück. Die Formationen mussten nun etwa 1.500 Schritte offenen Geländes überwinden und gerieten schnell in das Kreuzfeuer der beiden französischen Batterien, die mit insgesamt 16 Geschützen bei Malbergen und nördlich von Hahlen aufgefahren waren. Dabei entstanden die ersten schweren Verluste. Währenddessen ließ General von Spörcken die neun Geschütze der englischen leichten Artilleriebrigade auffahren, um die französische Artillerie niederzuhalten.

„Wir rückten mehr als eine Viertelmeile durch ein wütendes Feuer einer höllischen Batterie 18-Pfünder vor, welche erst vor unserer Front lag, dann mit unserem Vorgehen aber in unsere Flanke und schließlich unseren Rücken wirkte. Man könnte sich vorstellen, dass eine solche Kanonade die Regimenter unfähig machen würde dem Stoß frischen Truppen standzuhalten, die lange vorher auf dem Feld ihrer Wahl in Stellung gegangen sind, aber Festigkeit und Entschlossenheit überwinden fast alle Schwierigkeiten.“

Das französische Zentrum bestand aus 63 Schwadronen Kavallerie (ca. 7.000 Mann) unter dem Duc de Fitzjames (1712–1787), das in drei Treffen formiert war. Als dieser das Vorgehen der gegnerischen Division beobachtete, befahl er 11 Schwadronen seines ersten Treffens zum Angriff. Warum er nur knapp die Hälfte der Schwadronen des Treffens einsetzte, ist unklar, wahrscheinlich waren die übrigen jedoch noch nicht fertig aufmarschiert. Unter dem Generalleutnant Duc de Castries (1727–1800) erfolgte die Attacke, die bis auf etwa 10 Meter an die englisch-hannoveranischen Bataillone heranführte. Dann eröffneten diese jedoch das Feuer und gingen mit dem Bajonett zum Gegenangriff über, woraufhin sich die Reiter überstürzt und unter schweren Verlusten zurückziehen mussten. Inzwischen hatte der Duc de Fitzjames auch die Brigaden Royal Etrangèrs (8 Schwadronen) und Bourgogne (6 Schwadronen) des zweiten Treffens bereitgestellt und ließ diese den Angriff wiederholen. Doch auch diese wurden unter hohen Verlusten zurückgeschlagen.

### Französische Gegenmaßnahmen

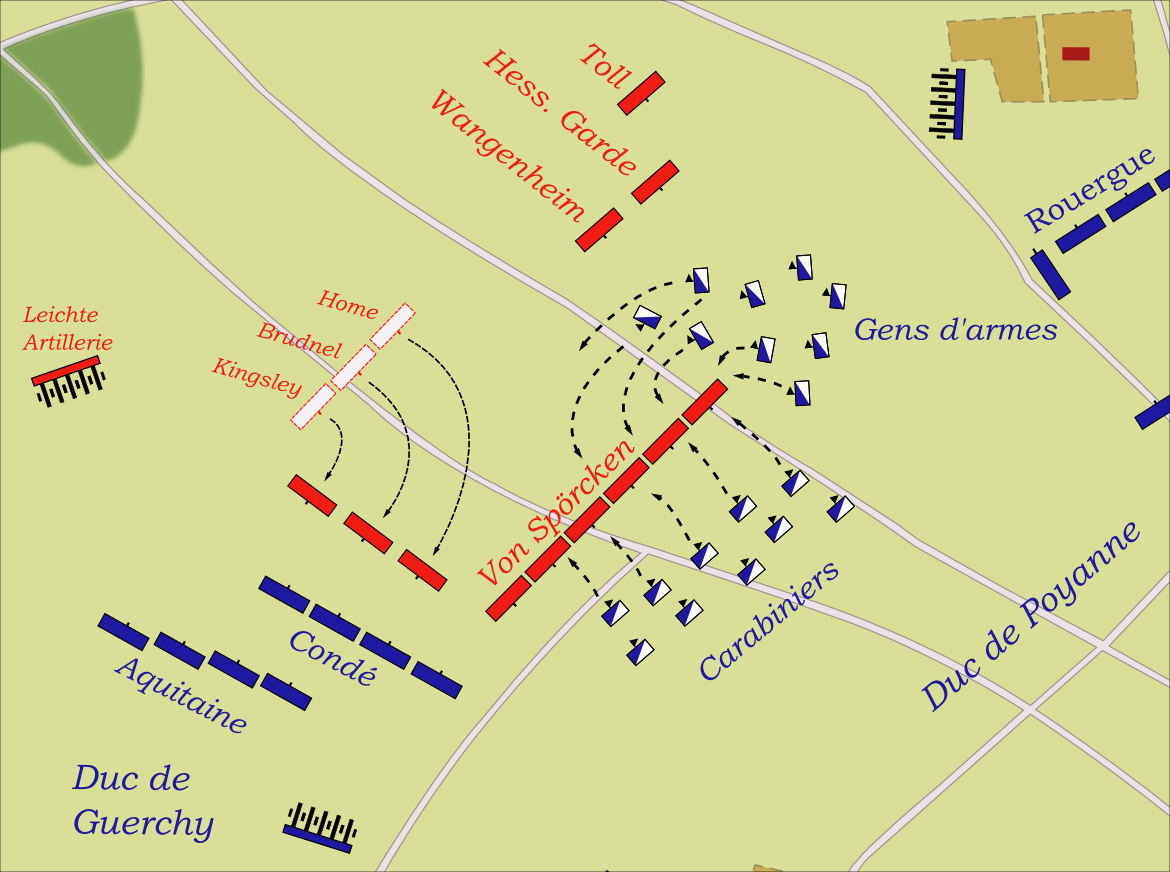
Karte zum französischen Gegenangriff gegen die Division von Spörcken

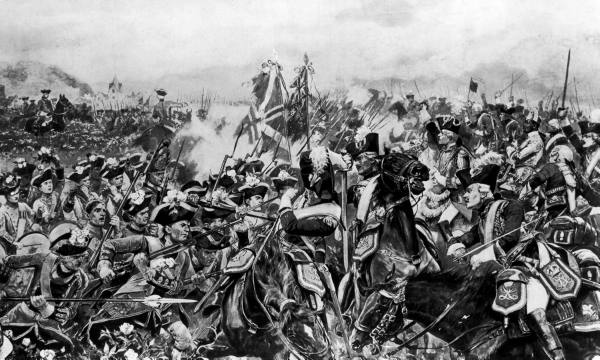
Die „Lancashire Fusiliers“ im Kampf gegen die französische Garde-Kavallerie; Radierung von Richard Caton Woodville junior (1901)

Lieutenant général Comte de Guerchy (1715–1767), der das erste Treffen des französischen linken Flügels befehligte, bereitete gerade einen Angriff in Richtung Hahlen vor, als er das Vordringen der Division von Spörcken bemerkte. Er beschloss, nicht gegen Hahlen vorzugehen und stattdessen die englisch-hannoveranischen Truppen in seiner Flanke aufzuhalten. Er drehte die beiden Brigaden Condé und Aquitaine aus seinem ersten Treffen mit insgesamt 8 Bataillonen nach rechts ab und ließ sie von Spörckens Truppen angreifen. Dieser musste die drei Bataillone seines zweiten Treffens herausziehen, um diesen Angriff abzuwehren, aber auch diese konnten dem Gegenangriff nicht dauerhaft gewachsen sein.
Von Spörckens Division drohte nunmehr die Umfassung. Herzog Ferdinand von Braunschweig erkannte diese Gefahr und leitete sofort Maßnahmen ein, um von Spörcken zu unterstützen. Er befahl die fünf Bataillone des Generalmajors von Scheele, die in der alliierten Schlachtordnung keinen Platz mehr fanden, an die rechte Flanke der Division von Spörcken. Da deren Entfaltung allerdings Zeit beanspruchen würde, sollte eine Kavallerie-Attacke der englischen Reiterei unter Lord George Sackville (1716–1785) die beiden französischen Brigaden zurückwerfen. Doch Sackville, dessen Truppen noch nicht auf dem Schlachtfeld eingetroffen waren, ließ sich nicht zum Vorgehen bewegen. So erhielten von Spörckens Truppen zunächst nur von der schweren hannoveranischen Artillerie-Brigade unter Major von Haase Unterstützung, die inzwischen nahe der Hahlener Mühle aufgefahren war.
In diesem kritischen Moment entschloss sich Maréchal de Contades dazu, auch das letzte Kavallerie-Treffen des Zentrums einzusetzen, um die Division von Spörcken, welche bereits unter schweren Artilleriefeuer lag und nun auch von zwei Infanterie-Brigaden angegriffen wurde, vollends zu zerschlagen. Dieses Treffen bestand aus den Regimentern Gens d’armes und Carabiniers mit insgesamt 18 Schwadronen (etwa 2000 Mann), welche die traditionell elitärsten Einheiten des französischen Adels darstellten, unter Géneral Marquis de Poyanne. Die Reiter griffen von Spörckens erstes Treffen in der Front an, umfassten allerdings auch deren Flanke und Rücken. Das dritte Glied des englisch-hannoveranischen Treffens musste kehrtmachen, um sich der umfassenden Attacke zu erwehren. Der Angriff der Gens d’armes und der Carabiniers wurde einige Jahre später in einem französischen Bericht folgendermaßen wiedergegeben:

„Das Feuer der gegnerischen Infanterie begann im Zentrum ihrer Formation und zog sich dann fortschreitend bis zu ihren Flügeln, und als wir nur noch 15 Schritte entfernt waren, versuchten die Pferde auszuweichen, indem sie sich nach links und rechts warfen. Die Kraft dieses gewaltigen Drucks wurde enorm. Die Männer waren nicht länger in Lage, ihre Pferde zu kontrollieren, und die Masse häufte sich so tief an, dass höchstens acht bis zehn Männer einer jeden Schwadron im Sattel blieben. Diese wurden sofort davon getragen, und auch wenn es einigen gelang, in die gegnerischen Reihen einzubrechen, so waren sie doch zu wenige, um dort eine Wirkung zu erzielen. Nur wenige Männer wurden durch das feindliche Feuer getötet, doch viele erlitten Quetschungen und gebrochene oder verrenkte Gliedmaßen, und andere erstickten oder wurden unter den Hufen der Pferde niedergetrampelt, nachdem sie aus dem Sattel gefallen waren.“

Trotz der großen Verluste brachte der Angriff die Bataillone von Spörckens in arge Bedrängnis. Die Bataillone der hannoveranischen Garde und dasjenige des englischen 23. Regiments wurden sogar durchbrochen. Doch als diese ins Wanken gerieten, traf Hilfe in Form der größtenteils hessischen Division von Wutginau (1698–1776) ein. Zwei Bataillone dieser Division, nämlich von dem hannoveranischen Regiment Wangenheim und dem hessischen Regiment Garde, richteten nun ihr Feuer auf die Flanke der Gens d’armes und schlugen diese so zurück. Die französische Kavallerie verlor mehr als die Hälfte ihres Bestandes.
Die Brigaden Condé und Aquitaine erlitten derweil schon während ihres Vormarsches gegen von Spörcken durch die alliierte Artillerie große Verluste. Als die Kavallerie-Attacke scheiterte, brachten fliehende Reiter die Aufstellung der Verbände zusätzlich in Unordnung und rissen sie mit fort. Um den Zusammenbruch des Flügels zu verhindern, dirigierte Prinz Xaver von Sachsen, der das zweite sächsische Treffen kommandierte, drei Bataillone der Regimenter Kurprinzessin und Gotha gegen die Flanke der wieder vorgehenden Division von Spörcken. Die anderen sächsischen Bataillone schlossen sich links von ihnen nach Nordwesten gerichtet an, sodass hier die Linie wieder stabilisiert werden konnte.

### Kämpfe bei Malbergen

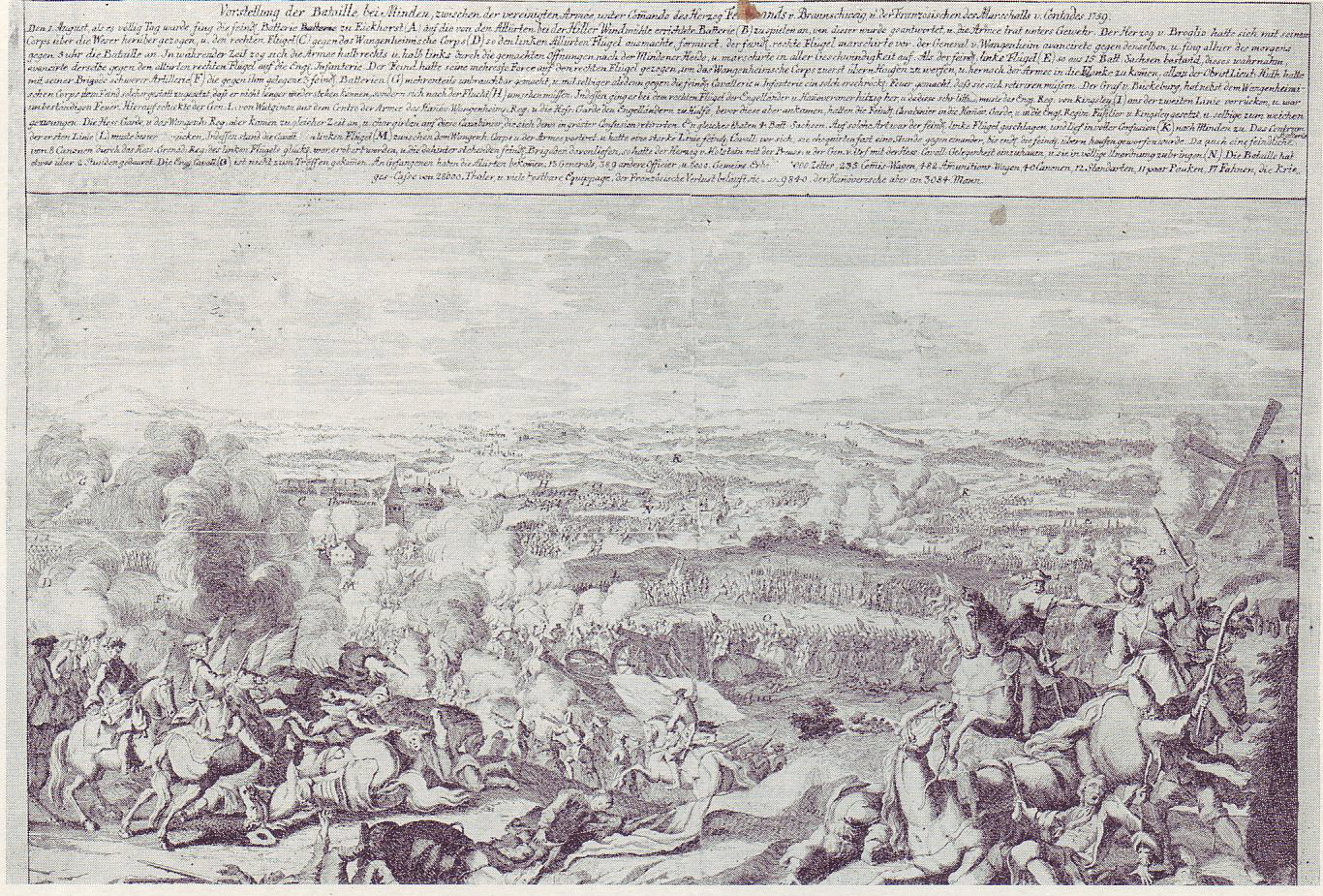
Zeitgenössischer Stich der Schlacht mit einer Beschreibung

Inzwischen beendeten im Zentrum der Alliierten die Division des Generals von Wutginau und die Division des Generals von Imhoff (1702–1768) (Hessen und Braunschweiger) südlich von Holzhausen ihren Aufmarsch. Südlich von Stemmer sammelte sich die Kavallerie unter dem Herzog von Holstein-Gottorp (1719–1763). Zwischen ihnen fuhr die schwere hannoveranische Artilleriebrigade unter Oberst Braun auf, die mit ihrem Feuer in die Masse französischer Kavallerie hielt, die der Duc de Fitzjames vergeblich südlich vom Malbergen zu sammeln versuchte. Gegen die neuen alliierten Formationen setzte der Marquis de Contades die Kavallerie-Brigade Colonel Général unter Lieutenant général Bogué ein, deren Angriff allerdings abgewiesen wurde.
Wieder sandte der Herzog Ferdinand von Braunschweig einen Befehl an Lord Sackville, seine Kavallerie zum Angriff in die breite Lücke anzusetzen, welche die vorangegangenen Kämpfe in das Zentrum der französischen Front geschlagen hatte. Auf diese Weise hoffte er, die gesamte französische Armee vernichten zu können. Doch Lord Sackville zögerte. An diesem Tag trafen zwei Aide-de-camps bei ihm ein, die ihm Befehle des Herzogs von Braunschweig überbrachten. Sackville meinte, dass sich deren Anweisungen widersprächen und keineswegs dem am Vortag gefassten Schlachtplan entsprächen. Schließlich ritt er selbst zum Oberbefehlshaber, um sich zu erkundigen. Dieser teilte ihm mit, dass sich der Plan geändert habe, und forderte ihn auf, die neuen Befehle zu befolgen. Lord Sackville kehrte zu seiner Kavallerie bei Hartum zurück. Dort war gerade Lord Granby (1721–1770), einer seiner Unterführer, dabei, die Kavallerie selbstständig zum Angriff zu führen. Sackville hielt ihn jedoch zurück und begann in aller Ruhe und größter Langsamkeit, die Schwadronen auszurichten und in Richtung des Schlachtfeldes zu führen. Später berichtete er über das Vorgehen seiner Kavallerie:

„[Ich] fand dauernd die größte Schwierigkeit, die Intervalle oder aber das Aussehen einer Linie einzuhalten, mit der größten Aufmerksamkeit auf ihre Bewegung, und dem Anhalten bei den ersten Anzeichen von Unregelmäßigkeiten. Um mit Kraft und Geschwindigkeit anzugreifen, muss man ohne Eile und Durcheinander vorrücken.“

Als Lord Sackvilles 24 Schwadronen endlich auf dem Schlachtfeld eintrafen, war der Kampf bereits vorüber. Das Fehlen dieser Verbände fiel an diesem Tag noch oft ins Gewicht.

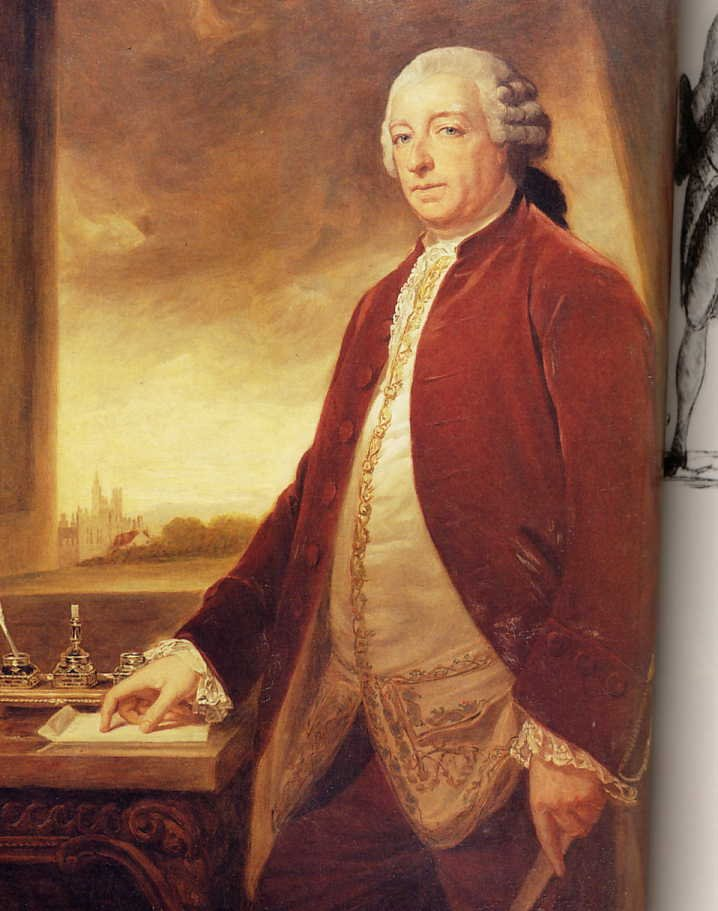
Lord George Sackville (1716–1785); Gemälde von George Romney

Maréchal de Contades traf unterdessen bei Malbergen ein und befahl den beiden Infanterie-Brigaden des ersten Treffens Touraine und Rouergue (8 Bataillone) unter Lieutenant général Beaupréau, gegen die alliierte Linie vorzugehen. Zur Unterstützung wurde auch die letzte Kavallerie-Brigade du Roy abgestellt. Doch dieser Angriff traf auf die beiden zahlenmäßig weit überlegenen Divisionen von Wutginau und von Imhoff, welche diesen Vorstoß erst ohne größere Mühe abwehrten und dann zum Gegenstoß ansetzten. Die hessischen Regimenter Toll, Gilsa, Prinz Wilhelm und Grenadiere versuchten nun ihrerseits, Malbergen einzunehmen, welches von den französischen Grenadierregimentern Rogaux und de France sowie einer Batterie von acht Geschützen verteidigt wurde. Mehrere Angriffe wiesen die Franzosen ab. Auch das hannoveranische Leib-Cavallerie-Regiment setzte unter großen Verlusten zu einem Angriff auf die gegnerische Batterie an. Doch erst danach gelang es zwei hessischen Bataillonen, die Batterie mit dem Bajonett zu erstürmen, wobei fünf Geschütze erbeutet wurden.
Als die geschlagenen französischen Bataillone zurückfluteten, wurden sie von den 19 Schwadronen der alliierten Kavallerie unter dem Herzog von Holstein-Gottorp eingeholt. Viele Franzosen wurden gefangen genommen und neun weitere Geschütze erbeutet. Um den völligen Zusammenbruch zu verhindern, ritt die Brigade du Roy einen Gegenangriff, der örtliche Erfolge erzielte. Dann wurde aber auch diese Brigade zurückgeworfen. Nur zwei französische Brigaden des zweiten Treffens, Auvergne und Anhalt, standen dem Marquis de Contades im Zentrum noch zur Verfügung. Diese bezogen eine Auffangstellung bei Neuland, in der sie die alliierte Kavallerie schließlich aufhielten. Auch der Duc de Broglie schickte einen Teil seiner Kavallerie (10 Schwadronen) vom rechten Flügel zur Hilfe. Dieser wurde bald in heftige Kämpfe mit der Kavallerie des Korps Wangenheim (16 Schwadronen) verwickelt, die bisher zwischen Stemmer und Kutenhausen gestanden und sich dem Angriff nun angeschlossen hatte.

### Französischer Rückzug

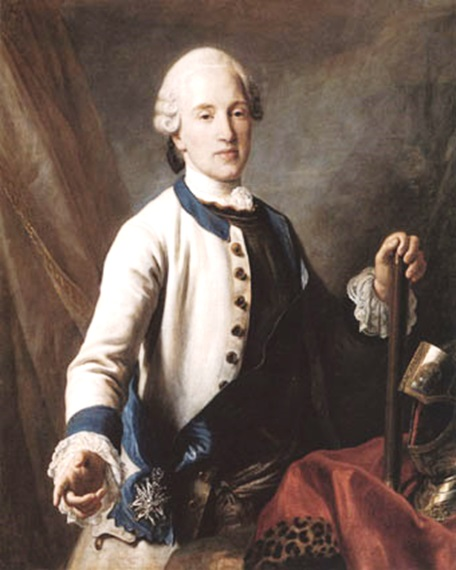
Prinz Xaver von Sachsen (1730–1806); Gemälde von Pietro Rotari

Während das französische Zentrum eine Niederlage erlitt, hatte Prinz Xaver von Sachsen mit seinen sächsischen Bataillonen die Infanterie von Spörckens sogar etwas zurückgedrängt. Letztere erhielt nun aber die Unterstützung der Bataillone der hessischen Garde und Wangenheim, die schon bei der Abwehr des französischen Kavallerie-Angriffs geholfen hatten. Zusätzlich erschienen im Norden die fünf Bataillone der Division von Scheele und begannen ihrerseits die Umfassung der sächsischen und französischen Linie. Auch die alliierte Artillerie wirkte mit starkem Feuer gegen die Sachsen, sodass diese ihren Widerstand aufgaben. Hahlen wurde geräumt, und der gesamte französische linke Flügel zog sich zur Bastau zurück. Zur Verfolgung stand den Alliierten hier keine Kavallerie zur Verfügung, um den Erfolg auszunutzen; wieder machte sich das Fehlen der 24 Schwadronen unter Lord Sackville bemerkbar.
Als Maréchal de Contades diese Entwicklung gegen neun Uhr morgens übersah, befahl er den allgemeinen Rückzug der Armee. Die Aufgabe, das Absetzen zu decken, fiel auf den Duc de Broglie, dessen Korps noch in guter Ordnung war. Broglie hatte Contades zuvor bei Malbergen gesprochen, als dieser gerade Général Beaupréau zu dessen vergeblichem Angriff anwies. Er hatte berichtet, dass er wegen des schwierigen Geländes nicht in Richtung Todtenhausen angreifen könne. Der Oberbefehlshaber hatte ihm daraufhin befohlen, in seiner Stellung zu verbleiben. Auf dem rechten Flügel der französischen Armee war es zwischen den Korps Broglie und Wangenheim nur zum gegenseitigen Beschuss mit Artillerie gekommen. Hier zeichnete sich besonders der Graf Friedrich Wilhelm zu Schaumburg-Lippe (1724–1777) aus, der hier die alliierte Artillerie besonders wirkungsvoll einsetzte. Nun zogen sich die Truppen Broglies und die Division Nicolay geordnet zurück, wobei sie wiederholt anhielten, um Angriffe des Korps Wangenheim abzuweisen, das ihnen nachdrängte. Die Hauptarmee zog sich fluchtartig über die Bastau zurück und verbrannte hinter sich die Brücken. Das Korps Broglie besetzte bis elf Uhr Minden.
Als der Marquis de Contades versuchte, seine Truppen zu sammeln, erhielt er die Nachricht, dass auch das Detachement des Duc de Brissac, welches die Verbindungslinien schützen sollte, angegriffen und geschlagen worden war (→ Gefecht bei Gohfeld). Dadurch war der französischen Armee der Rückzug über Paderborn versperrt, sodass de Contades sich entschließen musste, rechts der Weser zurückzugehen. Er ging ab 22 Uhr über den Fluss, wobei eine der beiden Schiffsbrücken zusammenbrach. Erst am nächsten Morgen war der Übergang beendet. In der von verwundeten Soldaten überfüllten Stadt Minden blieb nur eine kleine Besatzung von etwa 300 Mann unter Brigadier Dagien zurück.

## Folgen der Schlacht

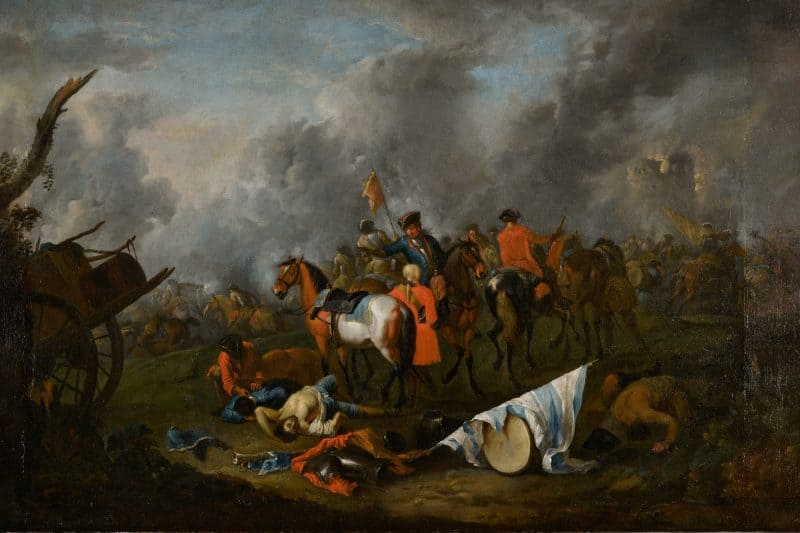
Szene aus der Schlacht bei Minden im Jahre 1759; Gemälde von Johann Gerhard Huck (gehörte US-Präsident George Washington und danach General Robert Edward Lee)

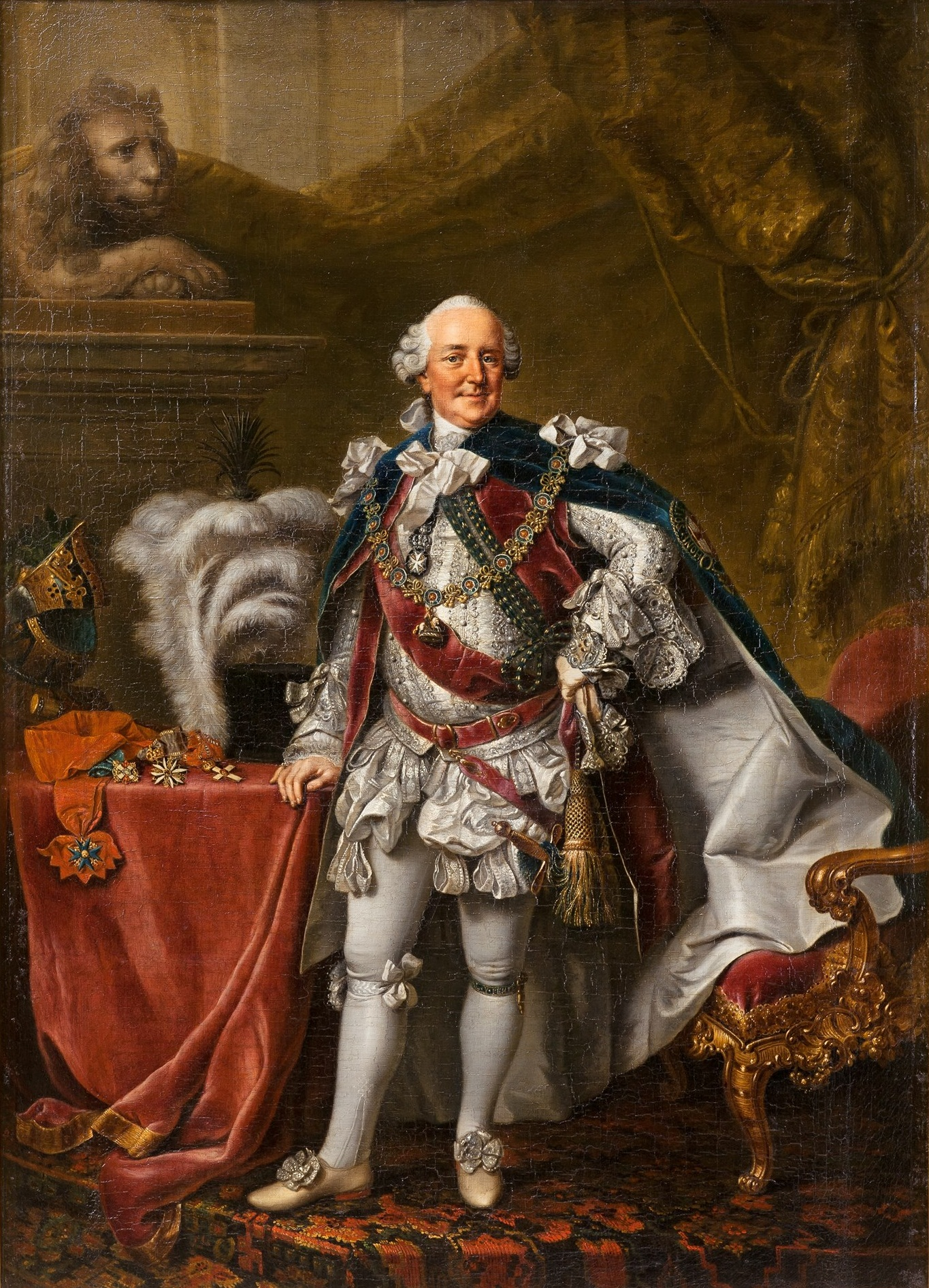
Herzog Ferdinand von Braunschweig in der Robe des Hosenbandordens, in den er in Anerkennung seines Sieges bei Minden aufgenommen wurde; Portrait von Johann Georg Ziesenis d.J.

Am folgenden Tag kapitulierte Général Dagien vor dem alliierten Heer und übergab Minden. Insgesamt verloren die Franzosen in der Schlacht 479 Offiziere und 7762 Mann. Von diesen waren allein 127 Offiziere und 4151 Mann gefallen. Die anderen waren verwundet und anschließend zumeist gefangen genommen worden. Außerdem waren 22 Geschütze von den Alliierten erobert worden. Demgegenüber betrug der Verlust der Alliierten 151 Offiziere und 2646 Mann, von denen 28 Offiziere und 590 Mann gefallen und die anderen verwundet worden waren. Allein 1411 Mann, also mehr als die Hälfte der toten oder verwundeten Soldaten, entfielen als Verlust auf die sechs britischen Bataillone, die im Rahmen der Division von Spörcken im Mittelpunkt der Schlacht gestanden hatten.

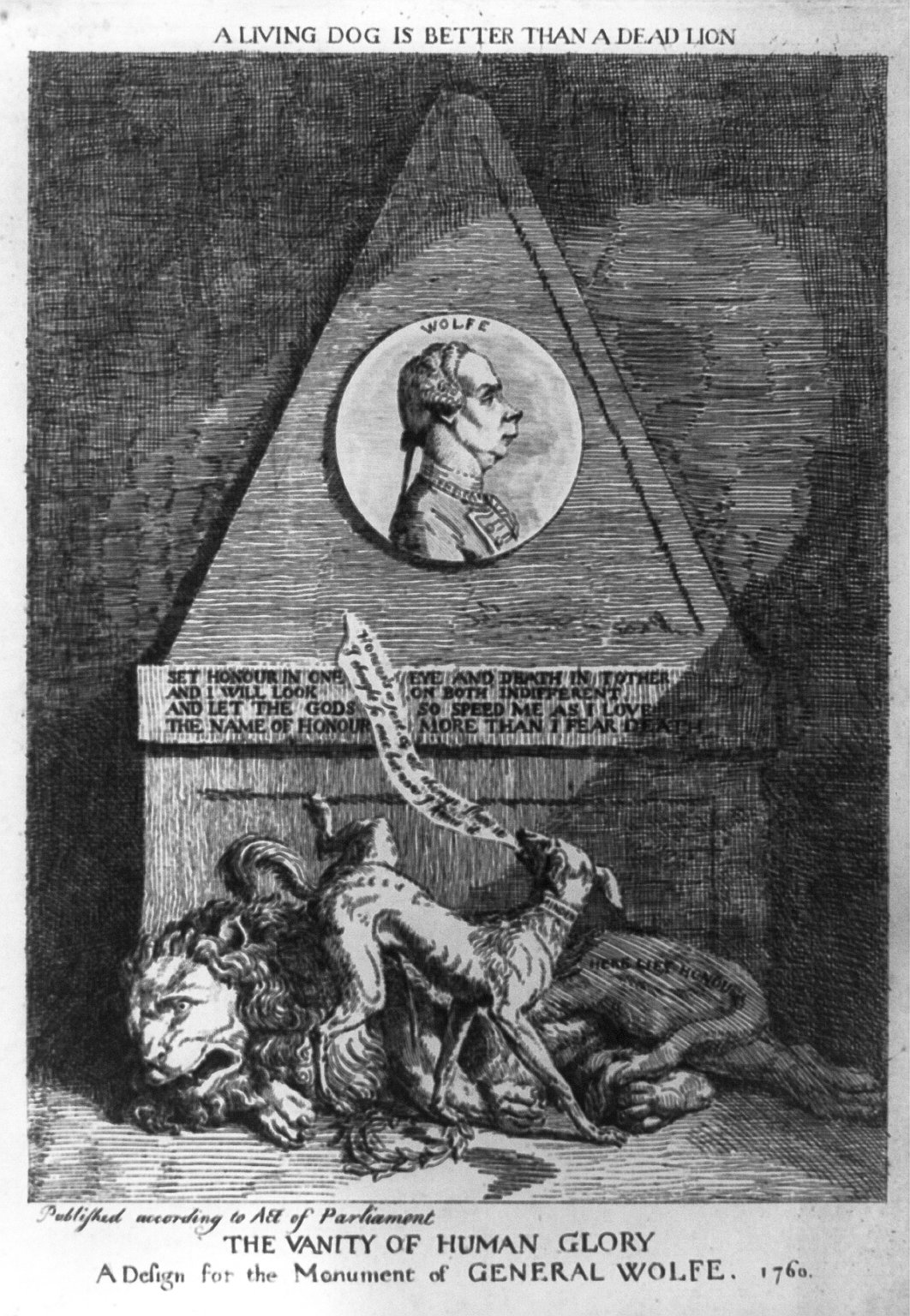
Zeitgenössische Karikatur Lord Sackvilles als Hund mit einem Halsband mit der Aufschrift Minden vor einem Ehrenmal für den erfolgreichen General James Wolfe

Die französische Armee wandte sich auf Umwegen über Einbeck, Göttingen und Münden nach Kassel, wo sie am 12. August eintraf. Von hier aus hoffte der Maréchal de Contades, seine Armee erst wieder aufstocken und schließlich erneut angreifen zu können. Die alliierte Armee war der französischen zunächst nicht gefolgt. Sie lagerte den gesamten 2. August über bei Minden, stimmte ein Te Deum an und veranstaltete Freudenfeuer. Eine Verfolgung des geschlagenen Gegners, um den Sieg auszunutzen, unterließ Herzog Ferdinand von Braunschweig jedoch. Bald nach dem Sieg erhielt er Hilfegesuche von Friedrich II., der nach seiner Niederlage in der Schlacht bei Kunersdorf am 12. August 1759 ernsthaft in die Defensive gedrängt war. Außerdem musste Münster zurückerobert werden, damit es den Franzosen im folgenden Jahr nicht als Basis für einen weiteren Angriff auf Hannover dienen konnte. Die Festung Münster kapitulierte erst am 22. November. So hatte der Herzog kaum die Möglichkeit, gegen die französische Basis bei Frankfurt/Main zu operieren. Im November wurde der Marquis de Contades als Oberbefehlshaber durch den Duc de Broglie ersetzt. Auch diesem blieb ein weiterer Erfolg versagt, nachdem er noch einmal versucht hatte, die Initiative zu ergreifen, aber im Gefecht bei Fulda am 30. November 1759 gescheitert war. So gingen die Heere im Januar 1760 in die Winterquartiere zwischen Frankfurt/Main und Neuwied.
Herzog Ferdinand von Braunschweig erhielt noch 1759 von Georg II. eine einmalige Zuwendung von 20.000 Pfund und wurde in den Hosenbandorden aufgenommen. Gegen Lord Sackville strengte der Herzog die Entlassung an. Tatsächlich wurde dieser am 10. September abberufen. Im Frühjahr 1760 wurde außerdem ein Kriegsgerichtsverfahren gegen ihn eingeleitet, welches mit seiner Entlassung aus der Armee endete. Im Urteil wurde festgestellt, er sei „unfähig, seiner Majestät in irgend einer militärischen Funktion zu dienen, die es gibt“.
Auch in den nächsten drei Jahren kam es auf dem westlichen Kriegsschauplatz noch zu Operationen, doch die Bedrohung des Fürstentums Hannover wurde nie wieder so akut wie im Sommer 1759. Dies wirkte sich auf die Friedensangebote und die späteren Verhandlungen aus, die am 25. November 1759 von Großbritannien und Preußen an Frankreich und Österreich gemacht wurden. Frankreich zeigte sich den Angeboten gegenüber offen, da es nach den schweren Niederlagen, die es 1759 gegen Großbritannien erlitten hatte (→ Schlacht auf der Abraham-Ebene, Seeschlacht in der Bucht von Quiberon), finanziell am Ende seiner Kräfte war. Aber auch in Großbritannien hatte die Staatsverschuldung schon 1758 zu einer ernsten Finanzkrise geführt. Doch Österreich und Russland verweigerten sich einem Friedensschluss, da sie nach ihren letzten Erfolgen (→ Schlachten bei Kay, Kunersdorf, Maxen) für das Jahr 1760 einen Sieg über Preußen erwarteten. Bei den späteren Verhandlungen zum Frieden von Paris (1763) erwies es sich als nachteilig für die französische Verhandlungsposition, dass es nicht gelungen war, das Kurfürstentum Hannover dauerhaft zu besetzen. So verfügten die französischen Diplomaten über keinerlei Faustpfand, das sie gegen die verlorenen Kolonien in Indien und Nordamerika eintauschen konnten. Dazu hatte nicht zuletzt der Sieg des Herzogs von Braunschweig bei Minden beigetragen.

## Rezeption

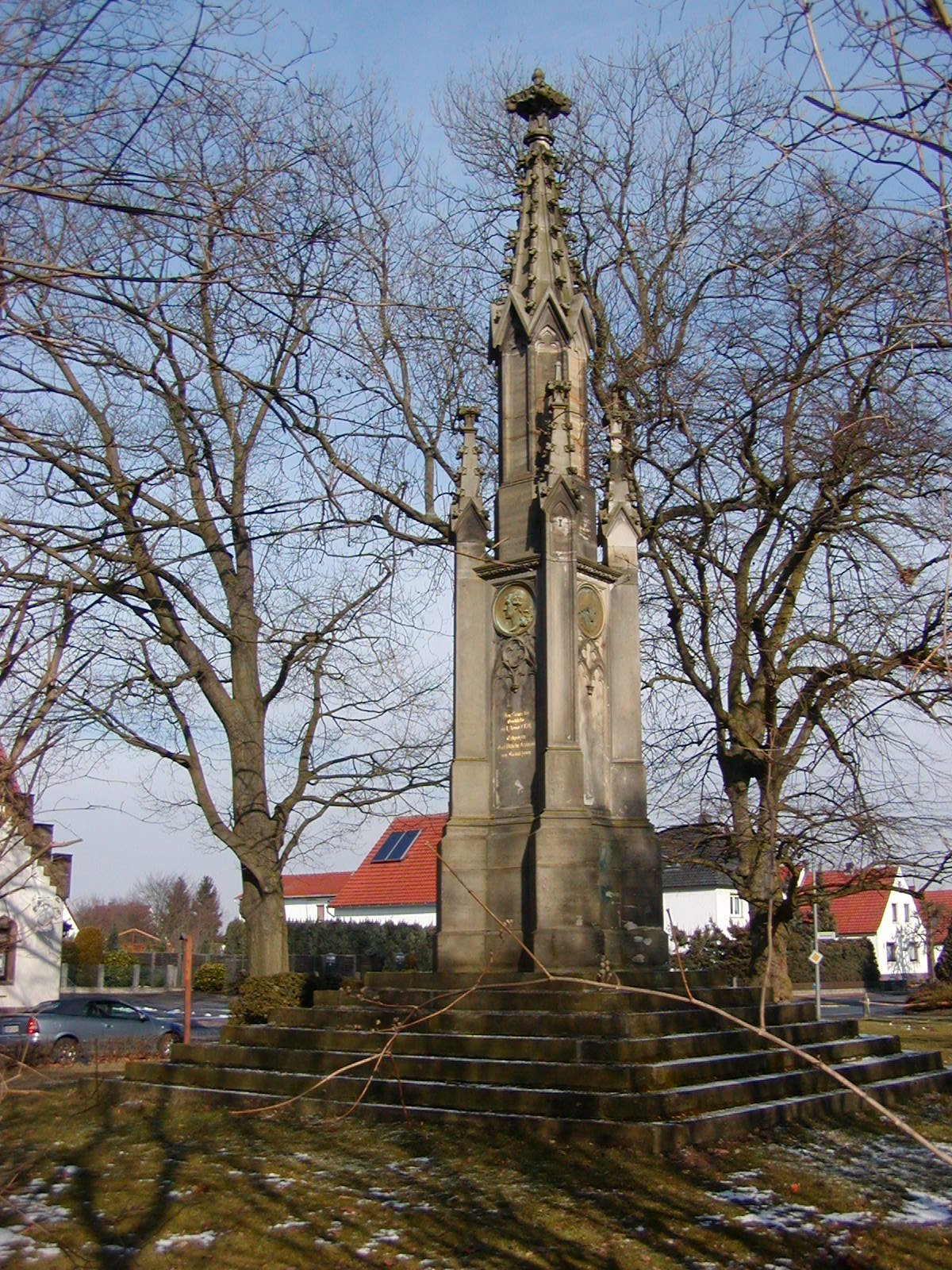
Das 1859 errichtete Denkmal zur Schlacht bei Minden in Todtenhausen

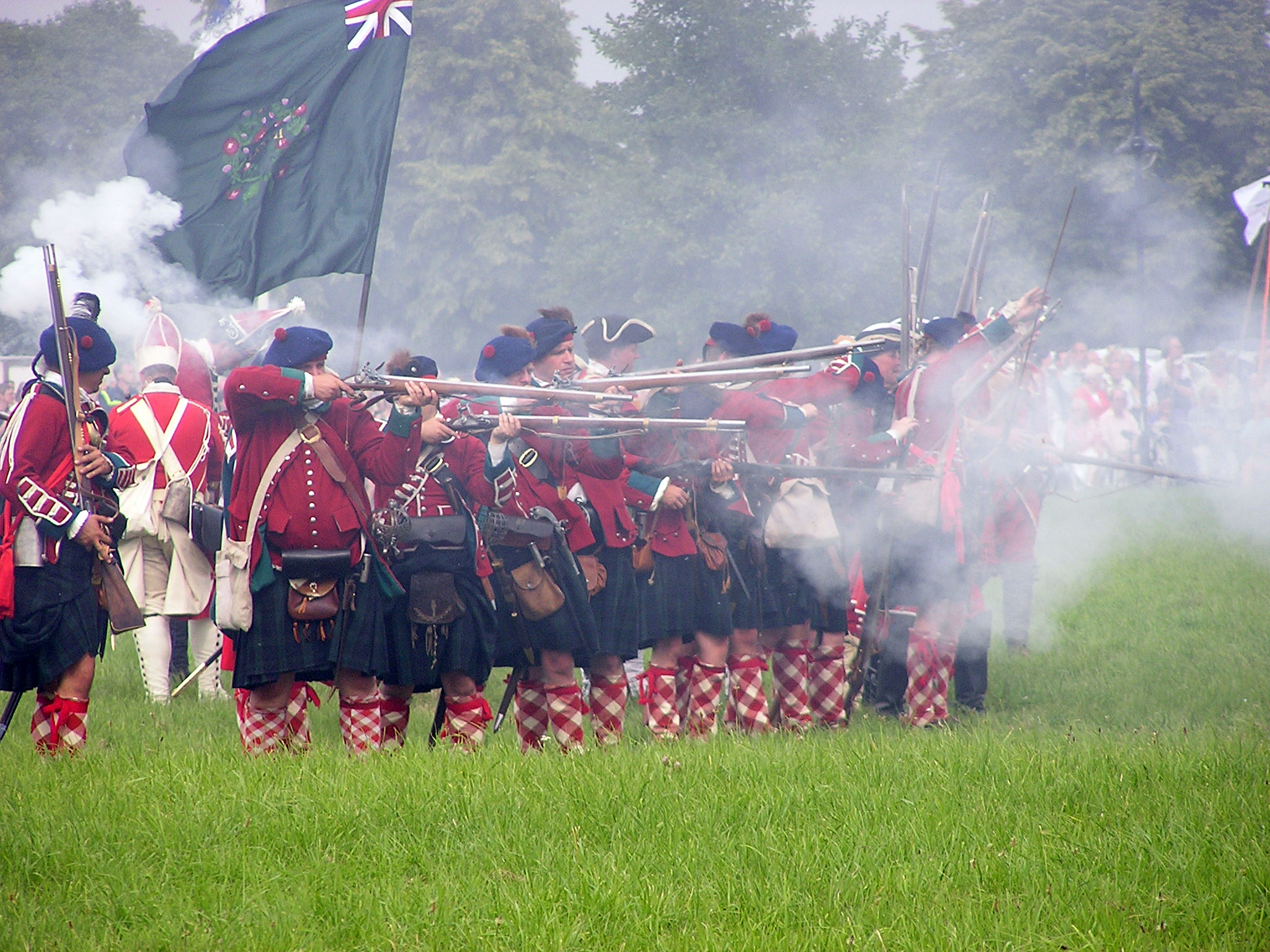
Reenactment anlässlich der Feierlichkeiten zum 250-jährigen Jubiläum

Nachdem am 14. August 1759 das offizielle Dankschreiben des englischen Königs bei der alliierten Armee eingegangen war, erhielten neben dem Oberbefehlshaber auch zahlreiche andere Offiziere Geldzuwendungen für ihre Verdienste in der Schlacht. Die von den hannoveranischen Truppen eroberten neun Standarten wurden in der Garnisonkirche in Hannover aufgehängt. Außerdem wurde dort eine Gedächtnistafel angebracht. In den Napoleonischen Kriegen aber wurden diese Standarten nach 1803 von französischen Truppen entwendet und zurück nach Frankreich gebracht.
Zum 100. Jahrestag der Schlacht wurde am 1. August 1859 ein Denkmal enthüllt, das auf Entwürfe des Mindener Baumeisters Wilhelm Moelle zurückging. Es hat das Aussehen eines gotischen Turms mit vier Eckfialen. Da Minden eine preußische Stadt war, bedachte die Inschrift auch zuerst die preußischen Truppen: „Dem Andenken des von den vereinigten Truppen Preußens, Englands, Hannovers, Hessen-Cassels, Braunschweigs und Schaumburg-Lippes […] erfochtenen Sieges…“ An einer Seite war zudem das Bildnis Friedrichs II. angebracht, obwohl dieser in der Schlacht nicht zugegen gewesen war. Heute ist das Denkmal an der Straße von Minden nach Petershagen zu finden. Es steht gegenüber dem Restaurant Baier’s (früher: Gaststätte Lohrmann). Jeden 1. August werden dort Kränze von der britischen Garnison, den Vertretern der „Minden Regiments“, der Bundeswehr und den Vertretern von Stadt und Landkreis niedergelegt. Im Museum von Minden ist ein Raum der Dokumentation der Schlacht gewidmet.
Besonders in den britischen Streitkräften wurde der Jahrestag der Schlacht feierlich begangen. Noch heute werden am so genannten Minden Day von jedem damals beteiligten Regiment den anderen „Minden Greetings“ überbracht und morgens wird der „Minden March“ gespielt. Alle Angehörigen befestigen an ihren Mützen rote und gelbe Rosen. Traditionell bringen außerdem die Feldwebel den Soldaten morgens Tee ans Bett. Selbst die Royal Navy erinnerte an die Schlacht und ließ am 23. Juni 1810 ein Linienschiff auf den Namen HMS Minden taufen.
Das noch im Jahr 1759 von Georg Philipp Telemann (1681–1767) aus Anlass der Schlacht verfasste Oratorium „Hannover siegt, der Franzmann liegt“ (TWV 13:20) wurde am 5. Dezember 2008 von der NDR Radiophilharmonie aufgeführt, nachdem es von Reinhard Goebel wiederentdeckt worden war.